# Frank Lopez (piłkarz)
Frank Adolphus Lopez (ur. 3 grudnia 1989) – belizeński piłkarz występujący na pozycji bramkarza lub środkowego obrońcy, obecnie zawodnik Paradise/Freedom Fighters.

## Kariera klubowa
Lopez rozpoczynał swoją karierę piłkarską w zespole Toledo Ambassadors, w którego barwach w sezonie 2010/2011 jako podstawowy golkiper drużyny wywalczył tytuł wicemistrza kraju. Bezpośrednio po tym odszedł do ekipy Belize Defence Force FC z siedzibą w mieście Belize City. Początkowo pełnił tam rolę alternatywy dla bardziej doświadczonego Woodrowa Westa, lecz po jego odejściu został pierwszym bramkarzem ekipy. W połowie 2013 roku został zawodnikiem klubu Paradise/Freedom Fighters z miasta Punta Gorda, gdzie zaczął występować na pozycji środkowego obrońcy.

## Kariera reprezentacyjna
W 2010 Lopez znalazł się w powołanym przez szkoleniowca Renana Couoha składzie reprezentacji Belize U-23 na Igrzyska Ameryki Środkowej i Karaibów. Miał wówczas zapewnione miejsce między słupkami i wystąpił w dwóch meczach rundy kwalifikacyjnej. Jego ekipa zdołała się zakwalifikować do właściwego turnieju piłkarskiego, który ostatecznie nie odbył się jednak z powodu sprzeciwu CONCACAF.
W 2013 roku Lopez został powołany przez kostarykańskiego selekcjonera Leroya Sherriera Lewisa na turniej Copa Centroamericana. Tam nie zdołał wystąpić w żadnym z pięciu spotkań, pozostając rezerwowym dla Woodrowa Westa, a jego drużyna zajęła ostatecznie czwarte miejsce, najwyższe w historii swoich występów w tym turnieju. Kilka miesięcy później znalazł się w składzie ogłoszonym przez amerykańskiego trenera Iana Morka na Złoty Puchar CONCACAF, gdzie także nie potrafił wywalczyć sobie miejsca w wyjściowej jedenastce i ani razu nie pojawił się na placu gry, pełniąc wyłącznie rolę trzeciego golkipera i ustępując w hierarchii Westowi oraz Shane'owi Orio. Belizeńczycy, debiutujący wówczas w tych rozgrywkach, zanotowali komplet porażek i odpadli z turnieju już w fazie grupowej.